# Arena (Viena)

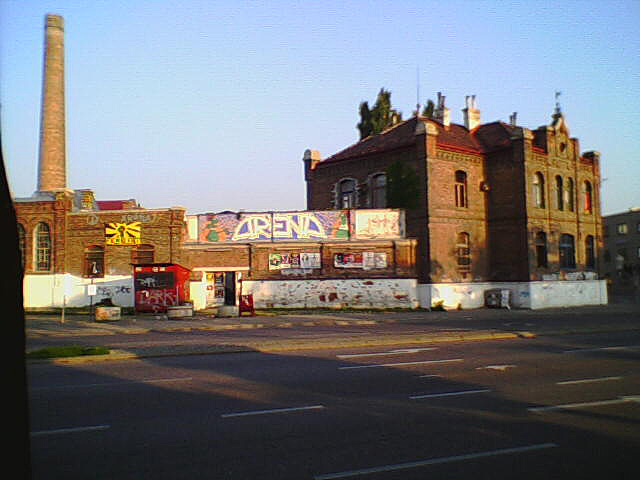
Fachada do centro cultural.

Arena é um centro cultural em Viena, na Áustria. Se originou na década de 1970, em um antigo matadouro que passou a sediar o Festival de Viena. Com o tempo, se transformou num ponto de cultura alternativa. Se localiza no número 80 da rua Baumgasse, no distrito de Landstraße.

## História
O Arena iniciou quando o diretor do Festival de Viena, Ulrich Baumgartner, abrigou produções de teatro e cabaré de toda a Europa no Museu do Século XX (a atual Casa 21). Em 1975, o Arena se mudou para um abatedouro abandonado, e passou a apresentar o espetáculo de Jêróme Savary, o Grand Magic Circus.
Logo depois, algumas das estruturas do complexo foram destinadas a ser demolidas. Em 27 de junho de 1976, quando foi encerrado um espetáculo no local, a plateia foi encorajada a permanecer e ocupar o local. Havia, no local, setecentos ativistas, que se autodenominaram "arenautas". Por todo o mês de julho, os manifestantes organizaram cafés, cinema, casa das mulheres, casa das crianças, universidade e teatro. Foi fundado um jornal que existe até hoje, o Falter. Mais de mil pessoas moravam no local, que tinha doze prédios e aproximadamente o mesmo tamanho de Christiania, em Copenhaga. Depois de tocar aí, Leonard Cohen disse que "era o melhor lugar para se estar em Viena". Uma festa de verão reuniu 8 000 pessoas. Todos os eventos eram gratuitos e receberam cobertura positiva da mídia.
Milhares de pessoas assistiram a eventos até outubro, quando o Arena foi abandonado, devido a disputas internas e pressões do Conselho da Cidade. Dois dias depois, foi, em sua maior parte, demolido, mas o Conselho permitiu que os ocupantes continuassem residindo em um dos prédios remanescentes.
Junto com outros projetos remanescentes como o Amerlingerhaus, o Ernst-Kirchweger-Haus e o WUK (Werkstätten und Kulturhaus), o Arena é produto dos movimentos autonômicos das décadas de 1970 e 1980 em Viena.

## Atividades
O Arena se tornou um importante centro de cultura alternativa em Viena, abrigando concertos, exibições e um cinema ao ar livre no pátio. Além do grande salão, que já abrigou bandas como Arctic Monkeys e Sonic Youth, existem outras duas salas menores para eventos.

## Na mídia
- Em 1977, Josef Aichholzer, Ruth Beckermann e Franz Grafl fizeram um filme chamado "Arena ocupada" (Arena Besetzt) sobre a ocupação de 1976 do Arena.
- O filme Before Sunrise (1995) teve cenas gravadas no local.[9]